# Him (Zeitschrift)
him, später unter dem Titel him applaus, war eine Schwulenzeitschrift, die von 1970 bis 1981 zweimonatlich erschien.

## him
Erstmals im April 1970 erschienen, war him nach Du & Ich das zweite Schwulenmagazin, das nach der Reform des § 175 in der Bundesrepublik Deutschland erschien. Erster Verlag war der St. Pauli Verlag Helmut Rosenberg. Chefredakteur war Dieter Michael Specht, ab 1976 Hans Eppendorfer.

## him applaus
Ab 1980 übernahm die Lambda Zeitschriften GmbH die Zeitschrift und änderte den Titel in him applaus. Im Bundestagswahlkampf 1980 gründete him applaus mit der HAH (Homosexuelle Aktion Hamburg) und der UHA (Unabhängige Homosexuelle Aktion) die Initiative „Rosa Front gegen Strauß“, um Franz Josef Strauß als Bundeskanzler zu verhindern.

Im April 1981 musste die Zeitung eingestellt werden.